# Орич, Насер
На́сер О́рич (босн. Naser Orić; 3 марта 1967, с. Поточари, община Сребреница, СРБГ, СФРЮ) — бывший командующий группировкой войск Армии Республики Босния и Герцеговина во время Боснийской войны. Обвинялся Международным трибуналом по бывшей Югославии в военных преступлениях. Согласно первому приговору МТБЮ, признан виновным в военном преступлении, выразившемся в непринятии мер по предотвращению расстрела пленных. После повторного рассмотрения дела признан полностью невиновным.

## Биография
Насер Орич родился 3 марта 1967 года в селе Поточари (община Сребреница, Социалистическая Республика Босния и Герцеговина, СФРЮ). С 1985 по 1986 год проходил службу в войсках радиационной и химической защиты Югославской народной армии. Демобилизовался в звании капрала.
В 1988 году окончил шестимесячные курсы для полицейских в Земуне, после чего стажировался в полиции общины Савски-Венац (Сербия), одновременно проходя различные курсы повышения квалификации. В 1990 году в составе спецназа МВД Сербии Орич был направлен в Косово. По возвращении в Белград был телохранителем Слободана Милошевича, и во время демонстрации в Белграде, 9 марта 1991 года он участвовал в аресте Вука Драшковича. 5 августа 1991 года был направлен в полицейское управление Илиджи (пригород Сараева, Босния и Герцеговина).
В конце 1991 года Орич был переведён в отделение полиции Сребреницы, 8 апреля 1992 года — назначен на должность начальника отделения полиции села Поточари.
17 апреля того же года был сформирован отряд территориальной обороны села Поточари. Командиром отряда стал Насер Орич. В зону ответственности отряда кроме Поточари вошли также сёла Ликари, Чауш, Залажье и Ажлица. 20 мая 1992 года Орич был назначен командиром только что сформированного отряда территориальной обороны общины Сребреница. 27 июня был официально утверждён в этой должности начальником Генерального штаба Армии Республики Босния и Герцеговина генералом Сефером Халиловичем. 3 сентября ТО Сребреницы была преобразована в соединение Армии Республики Боснии и Герцеговины в Сребренице.
1 июля 1992 года в Сребренице был создан Военный президиум, одним из членов которого стал Орич. Его полномочия расширились в конце ноября 1992 года, когда он был назначен командиром объединённой группировки подрегиона Сребреница, в зону ответственности которой вошли восточно-боснийские общины Сребреница, Братунац, Власеница и Зворник. 15 апреля 1993 года награждён почётной грамотой от Сефера Халиловича. 1 января 1994 года группировка под командованием Орича была переименована в 8-ю бригаду Оперативной группы «Сребреница» Армии Республики Босния и Герцеговина. Через несколько месяцев был награждён знаком «Золотая Лилия» — высшей наградой Генерального штаба Армии Республики Боснии и Герцеговины. 12 июля Оричу присвоено звание бригадного генерала. Уволился с военной службы в августе 1995 года.

## Обвинения в военных преступлениях
10 апреля 2003 года силами SFOR Насер Орич был арестован и экстрадирован в Гаагу. 11 апреля Международным трибуналом по бывшей Югославии ему были предъявлены обвинения в отдаче приказов на необоснованное военными нуждами уничтожение сёл и городов, а также в непринятии мер по предотвращению жестокого обращения с мирными жителями и пленными, приведшего к их убийствам (т. н. «командная ответственность»).
В результате нападений жилища боснийских сербов были сожжены или разрушены, и тысячи сербов были вынуждены стать беженцами. По некоторым источникам, в результате этих действий погибло более 3000 граждан сербской национальности. Сербский исследователь Миливойе Иванишевич сообщил, что практически все нападения, в результате которых за три года войны были убиты 3262 сербов, из которых лишь 880 состояли в ополченческих формированиях. В частности, подчинённым Орича инкриминировалась резня в Беловаце 14 декабря 1992 года, в ходе которой погибли 68 человек.
Член независимой международной группы по расследованию событий в Сребренице Джордж Богданич указывали, что Насер Орич был причастен к массовым убийствам. В своих показаниях на Международном трибунале для бывшей Югославии (МТБЮ) 12 февраля 2004 года бывший командующий силами ООН в БиГ французский генерал Филипп Морийон заявил о своей убеждённости в том, что нападение на Сребреницу 11 июля 1995 года было реакцией на массовые убийства сербов Насером Оричем и его силами.
Судебные заседания начались в октябре 2004 года и продолжались до апреля 2006 года. Орич был оправдан по большинству пунктов обвинения и приговорён к 2 годам тюремного заключения за непринятие мер по предотвращению убийств нескольких сербских пленных в период между 27 декабря 1992 года и 20 марта 1993 года.
3 июля 2008 года после повторного рассмотрения дела Насер Орич был полностью оправдан.
В октябре 2008 года Орича снова арестовали. А 24 июня 2009 года осужден на два года заключения за незаконное хранение оружия и взрывчатых веществ. Через 2 года вышел на свободу и поселился в Сараево.
2 февраля 2014 года по запросу министерства юстиции Сербии бюро Интерпола выдало ордер на арест Орича. 10 июня 2015 года он был задержан швейцарскими пограничниками. Тем не менее, он был экстрадирован в Боснию, а не в Сербию. В 2018 году, он был оправдан судом Боснии и Герцеговины по обвинению в убийстве трех сербских пленных в 1992 году.